# Cyrtopogon sansoni
Cyrtopogon sansoni là một loài ruồi trong họ Asilidae. Cyrtopogon sansoni được Curran miêu tả năm 1923. Loài này phân bố ở vùng Tân Bắc giới.